# Преображенський рудник
Преображенський рудник функціонував, починаючи з 90-х років XIX століття до 1912 року, в районі сучасного смт Шевченко Покровської міськради. Відомо декілька господарів шахт Преображенського рудника, найвідомішим з яких є житель села Гришине В. Н. Файнштейн.

## Опис
Видобуток вугілля в районах, прилеглих до сучасного селища Шевченко, був розгорнутий в 90-х роках XIX століття. Землі ці належали поміщиці Н. О. Андрієвській. Багато шахт із середини до кінця 90-х років позаминулого століття значилися в оренді у К. С. Кернера, в тому числі Преображенський рудник, який на той час закладався. Власником рудника був В. Н. Файнштейн. Для організації вуглевидобутку він орендував 724 десятини землі в районі Андрієвського хутора. Перше вугілля рудник видав у 1898 році. На початку ХХ століття площа під рудник зросла до 1000 десятин.

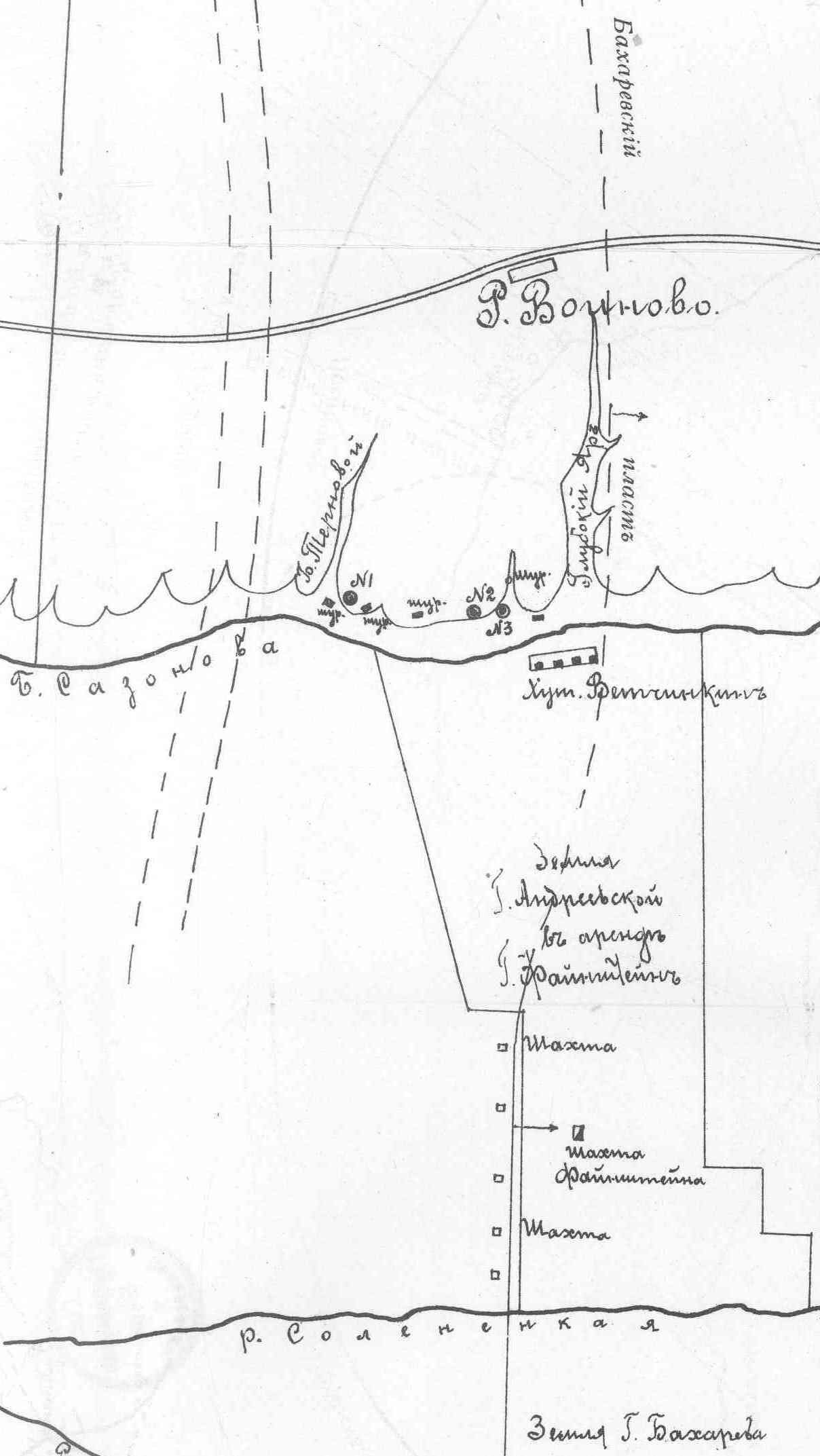
Шахти Преображенського рудника В. Н. Файнштейна, що виходили на «Бахіревський» пласт. Схема 1900 року

Доступні документи кінця XIX — початку ХХ століття свідчать про те, що частину шахт Преображенського рудника В. Н. Файнштейн міг передавати іншим підприємцям. Так, у 1899 заводському році вугілля видобувалося на двох Преображенських рудниках. Найбільшим був Преображенський рудник В. Н. Файнштейна, на якому числилося 6 шахт, де працювали 70 підземних робітників і 10 — на поверхні. За вказаний звітний період тут було видобуто 998 тис. пудів вугілля, яке розпродавалося на місці по 6 коп. за пуд. «Другим» Преображенським рудником у 1899 році володів підприємець Я. Л. Шнуренко. Тут працювали 2 шахти, де 45 робітників забезпечили річний видобуток у 421 тис. пудів. Вугілля розпродавалося на місці по 4,5 коп. за пуд, що свідчить про невелику глибину шахт «другого» Преображенського рудника.
Станом на 1899—1900 роки, на орендованих землях по «Бахіревському» пласту (він же — f3) були пройдені 5 шахт і шурфів Преображенського рудника. Рудник був з'єднаний зі станцією Гришине гужовою дорогою протяжністю 7 верст. І. П. Табурно, згодом писав наступне: «Пласт цей в даний час розробляється… орендарем Файнштейном. На ділянках Файнштейна виявлено досі три пласта вугілля: перший — 1 фут 9 дюймів, другий (Бахіревський пласт) — 2 фути 4 дюйми, третій — 4 фути. Розробці піддається поки тільки другий пласт. Простягання пластів — NW (північно-західне) 300-400, з падінням на NO (північний схід) в 100—120, в південній же частині ділянки, на кордоні з землею панів Бахіревих падіння пластів переходить на 80 при тому ж простяганні…
З причини того, що в околицях багато великих сіл, якихось: Гришине, Каракове, Чунишине та інших, нестачі робочих рук ніколи не відчувається.
При проходках глибиною до 29 сажнів зустрічалися такі породи: нанос (різного роду глини) — від 7 до 15 сажнів, пісок з водою — 0,16 сажнів до 0,67 саж (maximum), глинисті сланці, прошарок вугілля, піщаник від 3 до 5 сажнів, і безпосередньо під ним вугілля».
Наприкінці XIX — на початку ХХ століття робилося припущення, що «Бахіревський» пласт є основним в Гришинському вугленосному районі, що на повірку виявилося далеко не так. Запаси шахтних полів по пласту f3 відносно швидко були вичерпані. Але до цього часу розгорнулася кустарна розробка вугілля по пласту f1 «Лисогорівський». Спочатку тут були відкриті дрібні шахти, іменовані місцевими підприємцями загальною назвою «Лиса Гора».
Преображенський рудник В. Н. Файнштейна в 1900—1901 році завантажив по станції Гришине (Покровськ) 1839 вагонів вугілля по 600 пудів кожен; в 1902—1903 році обсяги відвантаження на руднику впали — всього 649 вагонів або 0,39 млн пудів вугілля. Загальний видобуток на руднику на 1902 рік склав 0,95 млн пудів вугілля. Видобувна здатність рудника оцінювалася таким чином: в 1901 році — в 4,5 млн пудів вугілля, в 1903 році — 2 млн пудів, в 1904 році — всього 0,5 млн пудів на рік, на 1905 рік — 3 млн пудів вугілля на рік. При цьому, в першому півріччі 1904 року на руднику було видобуто всього 0,52 млн пудів вугілля, а вивезено залізницею в 1903—1904 господарчому році — лише 0,53 млн пудів (891 вагон) палива. Під час революційних потрясінь (1905—1907 роки) Преображенський рудник В. Н. Файнштейна працював зі стабільно тенденцією спаду видобутку. Його видобувна здатність різко впала: з 3,0 млн пудів на 1905 рік до 1,0 млн пудів на 1907, а на 1908 рік — зросла незначно, до 1,2 млн пудів. У першому півріччі 1904 року рудник завантажив по станції Гришине 890 вагонів, в 1904—1905 господарчому році — 429 вагонів, в 1906—1907 господарчому році — 317 вагонів вугілля.
Існував іще один Преображенський рудник, заснований в 1900 році. Станом на 1901 і 1903 роки, для Преображенського рудника Г. М. Фріца і М. Є. Кауфмана (завідувач Г. М. Фріц) була встановлена видобувна здатність в 0,5 млн пудів вугілля, однак до 1903 року видобуток на руднику не дотягував і до 55 тис. пудів.
Ще в 1902 році І. П. Табурно підрахував: у разі оперативного (протягом 1-3 років) будівництва нової залізниці в районі Гришиного, річна продуктивність Преображенського рудника підскочила б мінімум до 3 млн пудів. Але на початку ХХ століття питання будівництва нових залізниць в Гришинському кам'яновугільному районі оперативно вирішене так і не було.
Це підштовхувало В. Н. Файнштейна до нарощування обсягів видобутку i відвантаження за рахунок об'єднання зі своїм рудником сусідніх, дрібних шахт. Ще в 1903 році підприємці Я. Л. Шнуренко і І. А. Золотарьов орендували землі в районі сучасного селища Шевченко, де відкрили кустарні шахти. У 1907 році В. Н. Файнштейн викупив сусідні кустарні шахти І. А. Золотарьова і Я. Л. Шнуренка на землях Лисої Гори, і заклав тут більш продуктивну шахту НОД № 4, яку вважають попередницею Шевченківського рудника. Нова шахта розробляла вугільний пласт f3 «Бахіревський»; пізніше вийшли і на пласт f1 «Лисогорівський» на глибині 30-32 сажнів, тобто 64-68 метрів. Потужність «Бахіревського» пласта становила 0,42 сажнів, — приблизно 90 см, «Лисогорівського» — 0,37 сажнів, — приблизно 80 см. Кут падіння пластів — до 10 град. Близько 7,5 % видобутого в 1908 році вугілля рудник витратив на власні потреби.
Даний крок привів до тимчасового зростання вуглевидобутку на Преображенському руднику. Підприємцем було видобуто в 1908 році — 1,32 млн пудів, в 1909 році — 1,08 млн пудів вугілля, а завантажено по станції Гришине — відповідно 2198 і 1792 вагонів «чорного золота» по 600 пудів кожен. Тобто, було відвантажено майже все видобуте вугілля. Крім шахти НОД № 4, де працювали 3 парові машини, була пройдена шахта № 5 з 4 електричними підйомними машинами. На руднику, видобувна здатність якого в 1908 році оцінювалася в 3,5 млн пудів, працювали: 5 парових котлів, 7 парових машин (загальна потужність 67 кінських сил), 7 парових насосів (загальна продуктивність 164 л/год.), 5 динамо-моторів (загальна потужність 20 кінських сил; з них 3 — підземних), 5 коней, яких використовували для «механізації» робіт на поверхні. Використовувалося напруга 500 вольт, мережа — постійного струму. Шахта НОД № 4 була в змозі видати до 20 тис. пудів (понад 300 тонн) вугілля на добу. Водоприток — в середньому 600 л/добу, відкачувався 3 насосами. Вентиляція шахти — за рахунок природної тяги. Відкатка по штреку — ручна, по ходку — за допомогою електричної лебідки. На поверхні працювало електричне освітлення, а під землею використовувалися звичні для всіх лампи «з відкритим вогнем». Виділень метану помічено не було.
Уже в 1908 році на Преображенському руднику В. Н. Файнштейна працювали 137 осіб, з них 124 підземних робітників (68 забійників, 56 гірників) і 13 — на поверхні (3 вантажника, 3 майстрових, 2 ремонтника і 5 будівельників). Проживали робочі в різних умовах в населених пунктах, розкиданих по околиці. 75 робочих тулилися в казармах, 54 — у власних (сімейних) будинках, 8 — знімали квартири. Назріла необхідність в шахтному селищі, населення якого оцінювалося в 211 душ (робітники та їхні сім'ї). Але станом на 1908 рік при руднику було 13 казарм на 41 робітника кожна (сімейних будинків не було), а в 1911 році на місці нинішнього селища Шевченка було побудовано лише 14 бараків для робітників шахти НОД № 4. Так починалася забудова сучасного селища міського типу Шевченко.

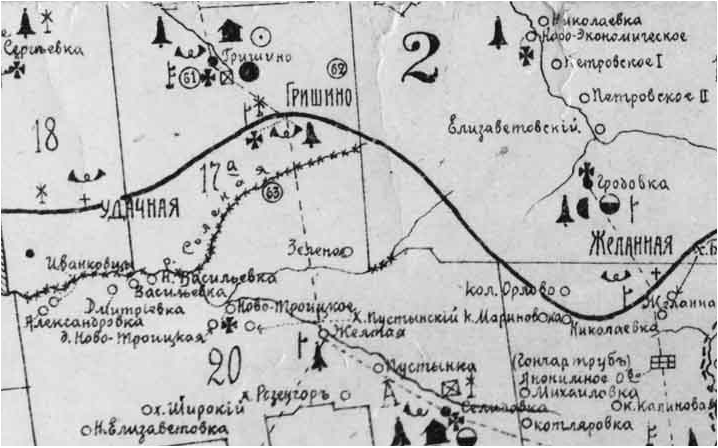
Фрагмент карти Науменка, 1914 рік, із позначенням рудника Файнштейна (№ 63)

Цим, а також поступовим відпрацюванням запасів вугілля по пласту f3, пояснюється масовий відтік робітників з рудника. З 1908 року Преображенський рудник належав товариству «Файнштейн В. Н. і К0», фактичними керівниками тут були В. Н. Файнштейн і М. І. Каттавоз. У 1910 році на руднику було видобуто 0,83 млн пудів, за перше півріччя 1911 року — 0,37 млн пудів вугілля, що на 50 пудів більше аналогічного періоду 1910 і на 10 пудів більше аналогічного періоду 1912 року. Видобувна здатність рудника в 1910—1911 роках оцінювалася в 1,5-2 млн пудів на рік, в 1912 році — 1,0 млн пудів вугілля на рік. Реальний видобуток вугілля на копальні становив: в 1910 році — 0,832 млн пудів при 90 (за іншими даними — 97) робочих, в 1911 році — 0,758 млн пудів при 42 робочих. За 3 роки кількість робітників скоротилася більш ніж в 3 рази. Керуючим на руднику був штейгер Я. Д. Подольський.
«Другий» Преображенський рудник, — імовірно, колишній Г. М. Фріца і М. Є. Кауфмана, — в 1910 році також належав товариству «Файнштейн і К0». Видобувна здатність рудника — 1-2 млн пудів на рік.
У 1911 році Преображенський рудник відвідав маркшейдер Н. Н. Ільїн, який, можливо, повідомив про вичерпання запасів відповідного шахтного поля. Даних про роботу Преображенського рудника після 1912 року немає, проте вищевказаний рудник в 1913 році значиться в адрес-календарі Катеринославської губернії, довідковій книзі «Весь Катеринослав», а сам В. Н. Файнштейн бере участь в обговоренні проекту казенної залізниці Рутченкове — Гришине і північних під'їзних колій по станції Гришине, — як орендар земель із багатими кам'яним вугіллям надрами.
У 1912 році англо-франко-бельгійське акціонерне (анонімне) товариство Гришинських копалень викупило у В. Н. Файнштейна шахту НОД № 4 і заклало поруч більш сучасну шахту № 19.